# Xã Diamond Lake, Quận Dickinson, Iowa
Xã Diamond Lake (tiếng Anh: Diamond Lake Township) là một xã thuộc quận Dickinson, tiểu bang Iowa, Hoa Kỳ. Năm 2010, dân số của xã này là 252 người.